# Sorbiers (Hautes-Alpes)
Pour les articles homonymes, voir Sorbiers.
Sorbiers est une commune française, située dans le département des Hautes-Alpes en région Provence-Alpes-Côte d'Azur. La commune ne fait pas partie du parc naturel régional des Baronnies provençales créé en 2015 bien que située à l'intérieur de son périmètre.

## Géographie

### Localisation
Le village de Sorbiers est situé à l'ouest du département des Hautes-Alpes, à 13,5 km à l'ouest-sud-ouest de Serres et à 44,5 km à l'ouest-sud-ouest de Gap, à vol d'oiseau.
Six communes jouxtent Sorbiers, dont deux dans le département limitrophe de la Drôme :
|                              | Ribeyret | L'Épine                    |
| Saint-André-de-Rosans        | Sorbiers | Montjay                    |
| Chauvac-Laux-Montaux (Drôme) |          | Villebois-les-Pins (Drôme) |

### Géologie, relief et hydrographie
Le village est implanté dans une plaine, bordée au sud par l'Eygues, et le col de la Flachière (853 mètres). Le nord de la commune est vallonné, et culmine à 996 mètres. À l'est du village se situe la source de la Blaisance, cours d'eau de 19 km, affluent du Buëch.

### Transports
Sorbiers est accessible par la route départementale 949, qui relie Saint-André-de-Rosans, à l'ouest, à Montjay, à l'est. Le centre du village est traversé par la RD 125. Au sud, la RD 508 dessert le Pré de Mians.

### Climat
Pour des articles plus généraux, voir Climat de Provence-Alpes-Côte d'Azur et Climat des Hautes-Alpes.
En 2010, le climat de la commune est de type climat des marges montargnardes, selon une étude du Centre national de la recherche scientifique s'appuyant sur une série de données couvrant la période 1971-2000. En 2020, Météo-France publie une typologie des climats de la France métropolitaine dans laquelle la commune est exposée à un climat de montagne ou de marges de montagne et est dans la région climatique Alpes du sud, caractérisée par une pluviométrie annuelle de 850 à 1 000 mm, minimale en été.
Pour la période 1971-2000, la température annuelle moyenne est de 9,4 °C, avec une amplitude thermique annuelle de 16,9 °C. Le cumul annuel moyen de précipitations est de 996 mm, avec 8 jours de précipitations en janvier et 5 jours en juillet. Pour la période 1991-2020, la température moyenne annuelle observée sur la station météorologique de Météo-France la plus proche, « Rosans », sur la commune de Rosans à 8 km à vol d'oiseau, est de 11,7 °C et le cumul annuel moyen de précipitations est de 826,9 mm. 
La température maximale relevée sur cette station est de 41,1 °C, atteinte le 22 août 2023 ; la température minimale est de −17,9 °C, atteinte le 12 février 2012,,.
Les paramètres climatiques de la commune ont été estimés pour le milieu du siècle (2041-2070) selon différents scénarios d'émission de gaz à effet de serre à partir des nouvelles projections climatiques de référence DRIAS-2020. Ils sont consultables sur un site dédié publié par Météo-France en novembre 2022.

## Urbanisme

### Typologie
Au 1er janvier 2024, Sorbiers est catégorisée commune rurale à habitat très dispersé, selon la nouvelle grille communale de densité à 7 niveaux définie par l'Insee en 2022.
Elle est située hors unité urbaine et hors attraction des villes,.

### Occupation des sols
L'occupation des sols de la commune, telle qu'elle ressort de la base de données européenne d’occupation biophysique des sols Corine Land Cover (CLC), est marquée par l'importance des forêts et milieux semi-naturels (73,6 % en 2018), en diminution par rapport à 1990 (76,6 %). La répartition détaillée en 2018 est la suivante : 
forêts (49,8 %), milieux à végétation arbustive et/ou herbacée (23,8 %), zones agricoles hétérogènes (17,2 %), prairies (9,2 %).
L'évolution de l’occupation des sols de la commune et de ses infrastructures peut être observée sur les différentes représentations cartographiques du territoire : la carte de Cassini (XVIIIe siècle), la carte d'état-major (1820-1866) et les cartes ou photos aériennes de l'IGN pour la période actuelle (1950 à aujourd'hui).

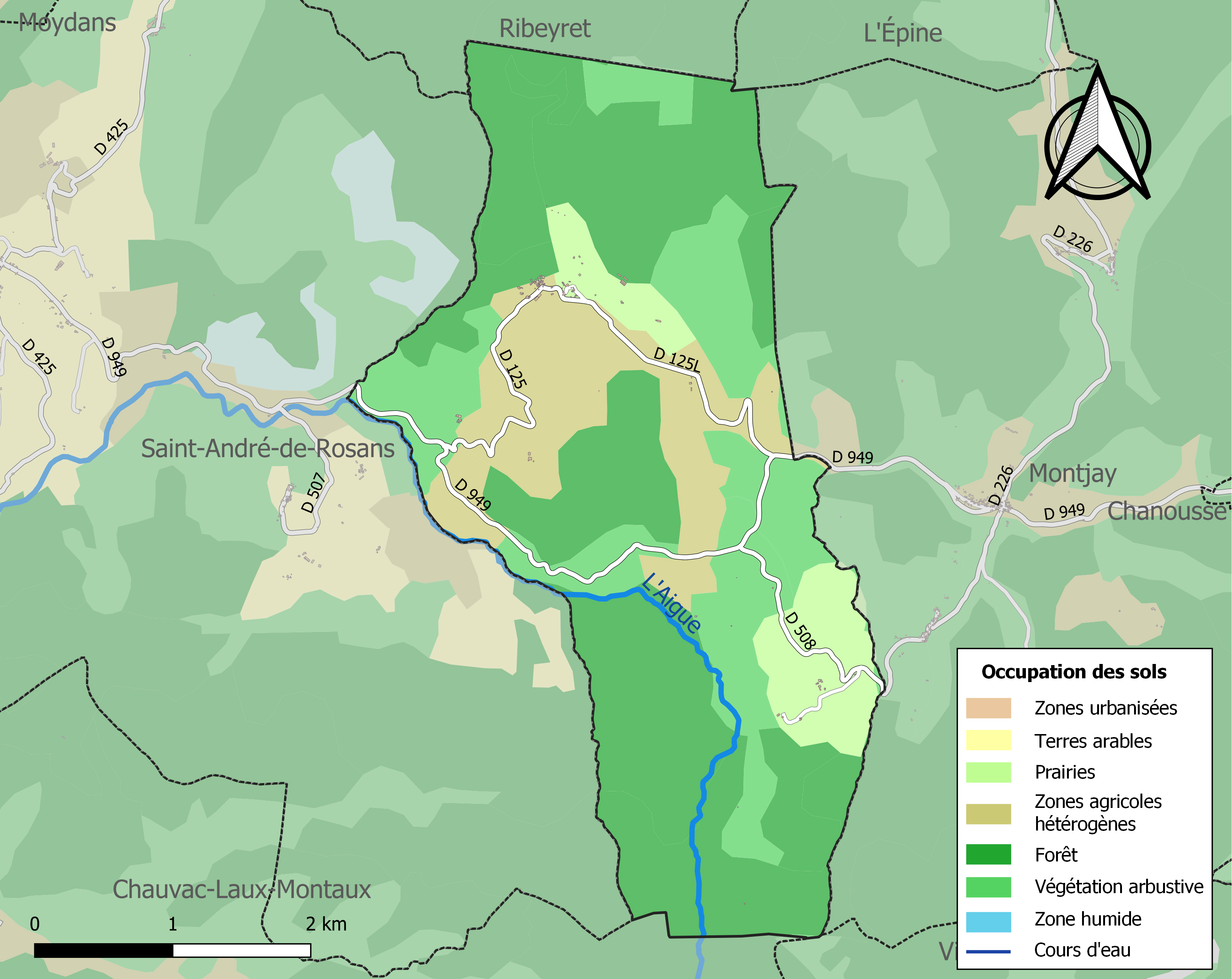
Carte de l'occupation des sols de la commune en 2018 (CLC).

## Toponymie
Le nom de la localité est cité sous la forme Villa Sorbiera dès 988 dans le cartulaire de l'abbaye Cluny, Castrum de Sorbiéro en 1251.
Il s'agit probablement d'un « lieu planté de sorbiers », aussi appelés cormiers en pays de langue d'oïl, Sorbus domestica. Cet arbre était très prisé pour la qualité de son bois et pour ses fruits permettant la réalisation d'une boisson proche du poiré. Il ne faut pas le confondre avec le sorbier des oiseleurs, Sorbus aucuparia, qui avait d'autres usages.

## Histoire
Sorbiers faisait partie des rares communes françaises à n'avoir pas élevé de monument aux morts après la Première Guerre mondiale. À l'occasion du centenaire, une stèle a été érigée à la mémoire des habitants morts pour la France.

## Politique et administration

### Liste des maires
| Période                                  | Période  | Identité         | Étiquette | Qualité                       |
| ---------------------------------------- | -------- | ---------------- | --------- | ----------------------------- |
| Les données manquantes sont à compléter. |          |                  |           |                               |
| avant 1988                               | ?        | André Fioravasti |           |                               |
| mars 2001                                | En cours | Yves Rabasse,    |           | Ancien agriculteur exploitant |

### Intercommunalité
Sorbiers fait partie :
- de 1994 à 2017, de la communauté de communes interdépartementale des Baronnies ;
- à partir du 1er janvier 2017, de la communauté de communes Sisteronais-Buëch.

## Population et société

### Démographie
L'évolution du nombre d'habitants est connue à travers les recensements de la population effectués dans la commune depuis 1793. Pour les communes de moins de 10 000 habitants, une enquête de recensement portant sur toute la population est réalisée tous les cinq ans, les populations de référence des années intermédiaires étant quant à elles estimées par interpolation ou extrapolation. Pour la commune, le premier recensement exhaustif entrant dans le cadre du nouveau dispositif a été réalisé en 2006.

En 2022, la commune comptait 49 habitants, en évolution de +36,11 % par rapport à 2016 (Hautes-Alpes : +0,4 %, France hors Mayotte : +2,11 %).
| 1793 | 1800 | 1806 | 1821 | 1831 | 1836 | 1841 | 1846 | 1851 |
| ---- | ---- | ---- | ---- | ---- | ---- | ---- | ---- | ---- |
| 228  | 126  | 130  | 179  | 168  | 156  | 162  | 162  | 149  |

| 1856 | 1861 | 1866 | 1872 | 1876 | 1881 | 1886 | 1891 | 1896 |
| ---- | ---- | ---- | ---- | ---- | ---- | ---- | ---- | ---- |
| 132  | 127  | 131  | 136  | 122  | 113  | 115  | 107  | 110  |

| 1901 | 1906 | 1911 | 1921 | 1926 | 1931 | 1936 | 1946 | 1954 |
| ---- | ---- | ---- | ---- | ---- | ---- | ---- | ---- | ---- |
| 113  | 109  | 105  | 75   | 67   | 59   | 60   | 36   | 38   |

| 1962 | 1968 | 1975 | 1982 | 1990 | 1999 | 2006 | 2011 | 2016 |
| ---- | ---- | ---- | ---- | ---- | ---- | ---- | ---- | ---- |
| 26   | 19   | 20   | 28   | 36   | 54   | 38   | 43   | 36   |

| 2021 | 2022 | - | - | - | - | - | - | - |
| ---- | ---- | - | - | - | - | - | - | - |
| 44   | 49   | - | - | - | - | - | - | - |

### Santé
Le Centre Hospitalier le plus proche est celui de Sisteron, à 43 km.

## Lieux et monuments
- Église Sainte-Lucie de Sorbiers.
- Chapelle Saint-Honoré de Sorbiers.